# Cajetan von Felder
Cajetan Felder (Wenen 19 september 1814 – aldaar, 30 november 1894) was een Oostenrijkse advocaat, entomoloog, liberaal politicus en burgemeester van Wenen van 1868 tot 1878. Vanaf 1878 mocht Felder zich Cajetan Freiherr von Felder noemen, de titel 'Freiherr' is vergelijkbaar met het Nederlandse 'baron'.

## Levensloop
Felder was al op jonge leeftijd wees, hij verloor zijn moeder op 9 mei 1822 en zijn vader op 20 juli 1826. Op aanwijzen van zijn co-voogd, Laurenz Weitzinger, verliet hij in 1827 het "Kudlich Institute" in Wenen, na het voltooien van de eerste klas, omdat zijn studievoortgang snel was verslechterd sinds de dood van zijn ouders, ging hij naar het gymnasium van het benedictijnenklooster in Seitenstetten gedurende drie jaar. Vervolgens ging hij naar de vijfde en zesde klas van het gymnasium in Brno, waar zijn voogd en oom, Franz Zrza, werkte. Daarna studeerde hij af van 1832 tot 1834, ter voorbereiding op zijn juridische studie aan de Universiteit van Wenen (van 1834 tot 1838).
Al tijdens zijn universiteitsjaren ontwikkelde de jonge Felder een interesse in het bestuderen van de klassiekers uit de oudheid, een gevoel voor de natuurwetenschappen en een liefde voor vreemde talen, waarvoor hij een bijzonder talent had.
Hoewel het voor een student buitengewoon moeilijk was, ondernam Felder vanaf 1835 tijdens de universiteitsvakanties uitgebreide wandelingen door grote delen van Europa. In 1838/39 begon hij aan een uitgebreide reis die hem voerde door West- en Zuid-Europa. Via Zwitserland, Nederland, Engeland en Schotland kwam hij in Ierland, doorkruiste hij België, Frankrijk en Spanje en bereikte daarna de Middellandse Zeekust en Sicilië.
Na zijn ambtelijke praktijk bij de gemeente Brno (1839/40) liep Felder in 1840 stage bij het advocatenkantoor Anton Wandratsch in Wenen, waar hij meer dan zeven jaar bleef. In 1841 promoveerde hij in Wenen tot doctor in de rechten en op 15 mei 1841 trouwde hij met Josefine Sowa, dochter van de stadsdokter van Vyškov. In februari 1848, een paar dagen voor de Maartrevolutie in Wenen, slaagde hij voor het toelatingsexamen bij het Weense Hof van Beroep, nadat hij eerder de kwalificatie om het beroep van rechter te mogen beoefenen had behaald.
Tijdens zijn stage had hij in 1843 ook de functie van assistent op de leerstoel diplomatieke wetenschappen met Franstalige colleges aan het Theresianum aanvaard en in 1845 werd hij benoemd tot beëdigd tolk voor het Spaans en in 1846 ook voor het Frans, waarbij hij ook opdrachten kreeg voor het Engels, Nederlands, Deens, Zweeds en Portugees.
Vanaf 1848 was Felder een onafhankelijke advocaat in Wenen en politiek actief. In augustus 1848 werd hij in het kiesdistrict Alsergrund gekozen in het eerste gemeentelijke comité van de stad Wenen en in oktober van datzelfde jaar werd hij gekozen in de gemeenteraad van Wenen, waar Felder secretaris werd. In 1849 verliet Felder de gemeenteraad om politieke redenen.
In het volgende decennium wijdde Cajetan Felder zich voornamelijk aan de advocatuur en verwierf al snel een uitgebreide klantenkring. Hij zorgde voor zijn gezin en was privé een gepassioneerd portretverzamelaar en natuurliefhebber. In 1852 reisde hij door Afrika en ontmoette de toen jonge Alfred Brehm in Khartoum. Felder vergaarde een wereldberoemde collectie kevers en vlinders. In 1860 werd hij verkozen tot lid van het Deutsche Akademie der Wissenschaften Leopoldina. Met zijn zoon Rudolf Felder en Alois Rogenhofer zorgde Cajetan Felder ook voor de publicatie van de monumentale werken over vlinders in het zoölogische deel van het boek Reise der Österreichischen Fregatte Novara um die Erde, Zoologischer theil in den Jahren 1857, 1858, 1859 unter den Befehlen des Commodore B. von Wüllerstorf-Urbair.

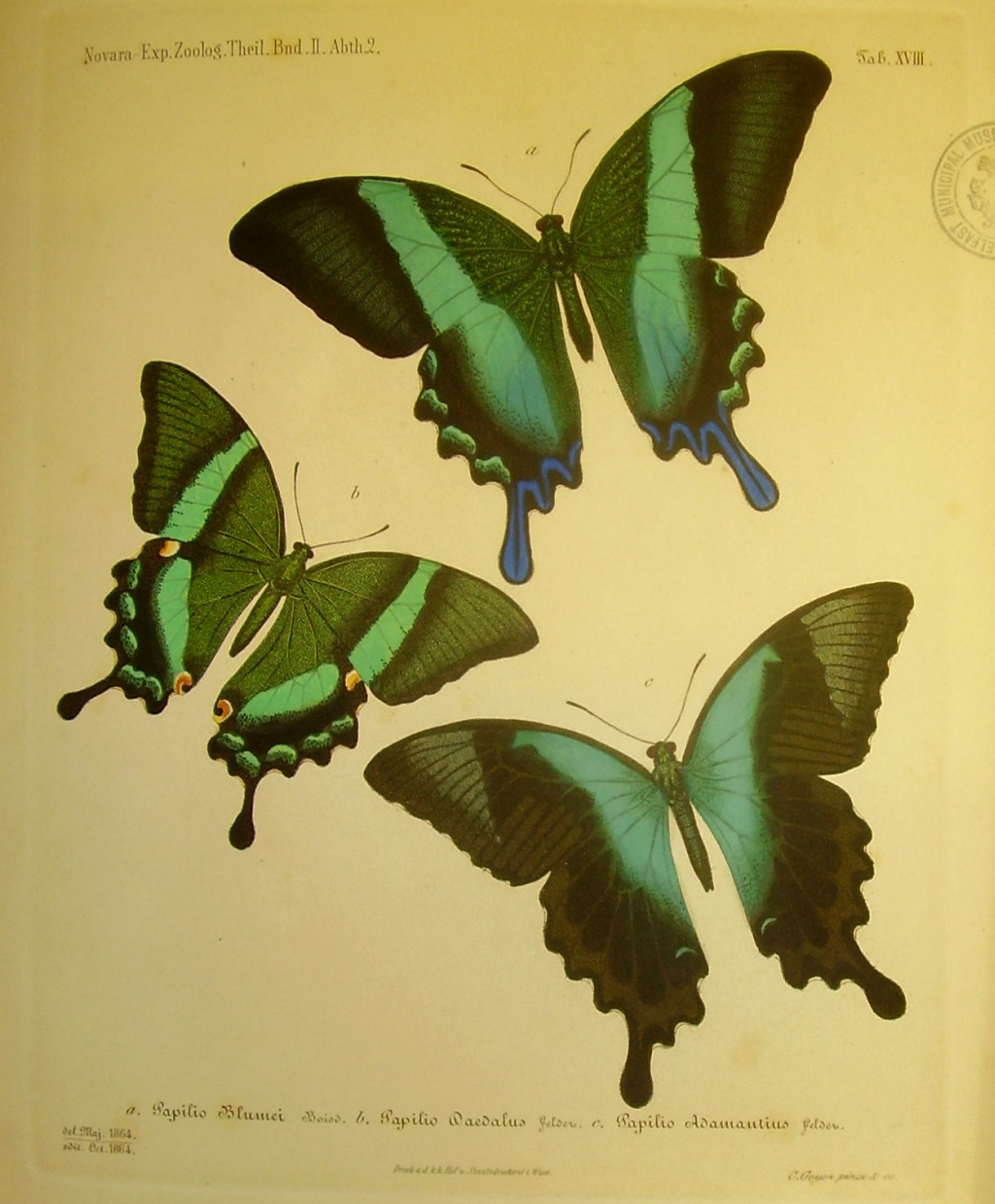
Tekening uit Zool. Theil. Vol. 2, Part 2. Lepidoptera.

In 1863 droeg de brouwer Anton Dreher (van Brouwerij Dreher), een van de grootste belastingbetalers van Oostenrijk, vlak voor zijn overlijden de voogdij over zijn 14-jarige zoon over aan Cajetan Felder. De advocaat, die toen al weer in een openbaar ambt werkte, kreeg de taak om de brouwerij te leiden tot de erfgenaam in 1870 meerderjarig werd.
Vanaf 1861 was Felder weer actief in de Weense gemeenteraad en in het Neder-Oostenrijkse deelstaatparlement (destijds het deelstaatparlement van het aartshertogdom Oostenrijk onder de Enns). Onmiddellijk na zijn indiensttreding werd hij gekozen tot tweede locoburgemeester. Nadat Leopold Mayr was vertrokken, klom hij op naar de eerste plaatsvervangende functie in 1863 en bekleedde deze functie tot 1868.
Gedurende deze periode werd hij op 21 oktober 1863 voorzitter van de watervoorzieningscommissie, op 20 mei 1864 voorzitter van de gemeentelijke Donau-reguleringscommissie en op 25 januari 1865 afgevaardigde van de gemeente in de ministeriële Donau-reguleringscommissie. In de Weense gemeenteraad en in het Neder-Oostenrijkse staatsparlement gaf hij de belangrijkste presentaties over de kwestie van de Donauregulering.

### Burgemeester
Burgemeester Andreas Zelinka, die sinds 1861 in functie was, stierf onverwachts op 21 november 1868. Een maand later, op 20 december, werd Cajetan Felder ondanks het verzet van de ambitieuze Julius Newald tot burgemeester gekozen en na een termijn van drie jaar herkozen in 1871, 1874 en 1877. Sinds 1869 was hij ook plaatsvervangend landmaarschalk in het Neder-Oostenrijkse staatsparlement en in datzelfde jaar, op 12 december 1869, benoemde keizer Franz Joseph I hem tot levenslang lid van het landhuis. De jaren daarop waren voor Felder inspannend, hetgeen nog werd bemoeilijkt door een oppositie in de gemeenteraad die van jaar tot jaar toenam.
In zijn ambt als burgemeester was Felder onder meer begonnen met de aanleg van de eerste Weense waterleiding, het leggen van de eerste steen voor het nieuwe stadhuis aan de Weense Ringstrasse, de verordening van de Donau en de aanleg van de centrale begraafplaats van Wenen. De organisatie van de Wereldtentoonstelling van 1873 in Wenen en de bijbehorende constructie van de rotonde vielen ook onder zijn ambt.

### Later leven
In juli 1878 nam Felder uiteindelijk ontslag uit het kantoor van de burgemeester, legde zijn zetel in de gemeenteraad neer en keerde terug naar zijn familie. Tijdens de jaren van zijn publieke activiteit had hij zijn broers en zussen Carl en Amalie (1864) en zijn zoon Rudolf (1871) verloren. Zijn dochter Marie was in 1868 getrouwd met de advocaat Frank. Hij kon nog maar een paar maanden van een gezellig gezinsleven genieten, want zijn vrouw Josefine stierf in 1879, na jarenlang ernstig ziek te zijn geweest.
Opnieuw reageerde de 65-jarige Felder op een oproep die hem was gedaan: om gezondheidsredenen kon prelaat Othmar Helferstorfer zijn taken niet meer uitvoeren en toen hij stierf, erfde Felder de functie van landmaarschalk van Neder-Oostenrijk. In 1884 moest hij echter ontslag nemen uit deze functie, omdat zijn gezichtsvermogen door progressieve staar zo verslechterd was dat hij nauwelijks een bericht van de vorst aan het verzamelde huis kon voorlezen. Dit was, zoals hij het uitdrukte, zijn eigen doodsverklaring.
Het laatste decennium van zijn leven bracht hij in afzondering door en werkte hij, bijna blind, aan zijn twaalfduizend pagina's tellende sarcastisch geformuleerde "Memoires". Een voorbeeld van Felders stijl is zijn karakterisering van Karl Lueger als een doelgerichte schurk, die ernaar streeft iedereen die zich niet onvoorwaardelijk aan hem onderwerpt, te vuur en te zwaard te bestrijden.
Cajetan Freiherr von Felder overleed op 30 november 1894, een paar weken na zijn tachtigste verjaardag. Het graf van Felder bevindt zich in de Weidlinger Friedhof ten noorden van Wenen.

## Nagedachtenis
In 1899 werd de Felderstraße in de binnenstad (1e district) naar hem vernoemd. De in 1874 aangelegde straat loopt direct langs de noordelijke smalle zijde van het stadhuis, heette tot 1899 Magistratsstraße en is nu het adres van een van de twee hoofdingangen van het stadhuis.
Het Cajetan Felder Instituut, opgericht in 1987, ziet nader onderzoek naar het leven en werk van Felder als een van zijn hoofdtaken.
Een kaap ten westen van Karl Alexander Island in de Frans Jozefland is naar hem vernoemd.
- Gemeinsame Normdatei: 116439270
- International Standard Name Identifier: 0000 0000 1358 6208
- Library of Congress Control Number: n2012065153
- Nationale Bibliotheek van Polen: a0000001199530
- Nederlandse Thesaurus van Auteursnamen: 297258583
- Réseau des bibliothèques de Suisse occidentale: 02-A006191430
- SNAC: w6z738r7
- Système universitaire de documentation: 245215891
- Virtual International Authority File: 103145857819323020093
- WorldCat: E39PBJrgCKkJyvFCYgwTYYRBT3